# 의왕고등학교
의왕고등학교(義王高等學校)은 대한민국 경기도 의왕시 삼동에 있는 공립 고등학교이다.

## 학교 연혁
- 2009년 3월 1일 : 초대 신진현 교장 취임
- 2009년 3월 2일 : 개교 및 제1회 입학식(8개학급 242명 입학)
- 2009년 8월 3일 : 교과교실제 지정(과학 수학 특성화 지원형 B-1형)
- 2010년 3월 1일 : 과학 수학 지원형 교과교실제 운영학교(2010.03.01 ~ 2013.02.28)
- 2010년 3월 1일 : 교육과정 자율화 학교지정(2010.03.01 ~ 2013.02.28)
- 2012년 2월 8일 : 제1회 졸업생 배출 237명
- 2012년 3월 1일 : 2012학년도 자율형공립고 운영(2012.03.01 ~ 2017.02.28)
- 2012년 8월 14일 : 기숙사(시습재) 개관식
- 2014년 12월 16일 : 학교중심, 현장중심교육 제2외국어교육 으뜸학교 지정
- 2017년 3월 1일 : 자립형 공립고 재지정 운영(2017.03.01 ~ 2022.02.28)
- 2019년 12월 13일 : 2020년 고교학점제 선도학교 지정
- 2021년 3월 1일 : 제4대 문상연 공모교장 취임
- 2023년 12월 29일 : 제14회 졸업식 배출 168명 (누계 2,850명)
- 2024년 3월 4일 : 제16회 입학식 (8개학급 199명 입학)

## 참고 자료
- 의왕고등학교 - 한국교육학술정보원 학교알리미